# Thomas S. Monson
Thomas Spencer Monson (Salt Lake City, Utah; 21 de agosto de 1927-Salt Lake City, Utah; 2 de enero de 2018) fue un líder religioso estadounidense. Tras la muerte de Gordon B. Hinckley, ejerció como el decimosexto presidente de La Iglesia de Jesucristo de los Santos de los Últimos Días. Pasó la mayor parte de su vida participando en diversos llamamientos de liderazgo en su Iglesia y en el servicio público.
Fue ordenado al Quórum de los Doce Apóstoles a los 36 años, sirvió en la Primera Presidencia bajo tres presidentes de La Iglesia de Jesucristo de los Santos de los Últimos Días y fue el presidente del Quórum de los Doce Apóstoles desde el 12 de marzo de 1995 hasta que fue nombrado presidente de la Iglesia. Sucedió a Gordon B. Hinckley en el cargo el 3 de febrero de 2008 hasta su muerte el 2 de enero de 2018.
Recibió cuatro doctorados honorarios, así como los premios más altos del escultismo. Fue también el presidente de los Consejos de Administración Iglesia / Educación del Sistema Educativo de la Iglesia, y fue nombrado por Ronald Reagan al Grupo de Trabajo del presidente de Estados Unidos para iniciativas del sector privado.

## Infancia
Thomas S. Monson nació el 21 de agosto de 1927 en el Hospital de St. Marks de Salt Lake City, Utah, Estados Unidos, el segundo de seis hijos nacidos de G. Spencer Monson y Gladys Condie. 
Cuenta con antepasados ingleses y escoceses, y creció en una familia entrelazada, muchos de sus familiares viviendo en la misma calle de la de su familia. 
Sus tatarabuelos fueron Charles Stewart Miller y M.McGowan Miller, miembros escoceses quienes dejaron su hogar natal en Rutherglen y viajaron a St. Louis, Misuri en 1849. Ellos tuvieron 11 hijos e hijas, entre ellas Margaret, la bisabuela del presidente. Estando la familia Miller en St.Louis preparando el viaje a Lago Salado, se desató una explosiva plaga de cólera que asoló con muerte a varios miembros infantes de los antepasados del presidente incluyendo los tatarabuelos.
Los 9 hijos sobrevivientes quedaron huérfanos de padre y madre y tuvieron que encargarse de las exequias de los miembros muertos con mucha dificultad. A pesar de todo, ellos fieles a su testimonio continuaron con las metas propuestas por sus padres y con gran tesón y esfuerzo en medio de privaciones materiales llegaron a Utah en 1850, entre ellos Margaret con apenas 14 años de edad.
Desde su niñez,Thomas S. Monson junto con muchos de sus familiares, frecuentaban los fines de semana las granjas de otros familiares situadas al oeste del Valle de Lago Salado.

## Educación y milicia
En 1944, a los 17 años de edad, se unió con la reserva de la armada de los Estados Unidos, en anticipación a acciones estadounidenses de la Guerra del Pacífico (1937-1945) durante el cierre de la II Guerra Mundial aunque no participó en acciones relevantes. Fue enviado hasta San Diego pero no tuvo servicio en el exterior, terminando su servicio al cabo de seis meses con el fin de la guerra y es dado de baja en forma honorable y sin distinciones.
En 1947, se enrola en la Universidad de Utah de donde se graduó cum laude en administración de empresas. Una vez recibido, Thomas S. Monson trabaja en organismos de la iglesia y en la universidad como catedrático. Luego colabora en Deseret News y trabaja como ejecutivo en una agencia noticiosa. 
En esa época conoce a quien sería su esposa, Frances Beverly Johnson y con la cual contraeria matrimonio en octubre de 1948.

## Profesión
Thomas S. Monson enseñó por un tiempo breve en su Alma Máter, la Universidad de Utah y luego comenzó su carrera en la industria publicitaria. Su primer trabajo formal lo obtuvo con el periódico de Utah con base en Salt Lake City, Deseret News, donde llegó a ser ejecutivo de publicidad y luego ocupó el mismo cargo para la Newspaper Agency Corporation. Monson luego pidió una transferencia para la Deseret News Press, una de las imprentas más grandes del oeste estadounidense.
Trabajando en el Deseret News Press comienza una carrera como gerente de ventas ascendiendo rápidamente a gerente general. En ese puesto publicó, en los años 1950 el libro de LeGrand Richards Una Obra Maravillosa y un Prodigio, usado por décadas como texto misional en la Iglesia. En 1974, mientras trabaja amplía sus estudios hasta lograr el grado de máster en ciencias de la administración de negocios de la Universidad de Brigham Young. Uno de sus colegas de trabajo en las publicaciones de la Iglesia fue Gordon B. Hinckley.

## Matrimonio
El 7 de octubre de 1948, contrajo matrimonio con Frances Beverly Johnson en el Templo de Salt Lake City. Frances nació el 27 de octubre de 1927; era hija de Franz E. Johnson y Hildur Booth Johnson. Fue una mujer de mucho talento, tenía buen sentido del humor y, más que nada, le encantaba ser esposa, madre, abuela y bisabuela. La pareja tuvo tres hijos: Thomas Lee, Ann Frances, y Clark Spencer.
Frances Beverly Johnson falleció el 17 de mayo de 2013, por causas relacionadas con su edad. Estas fueron las palabras de Thomas S. Monson al describir su cortejo “La primera vez que vi a Frances supe que había encontrado la persona indicada”. Esto aconteció a poco tiempo de cumplir 65 años de matrimonio.
Su funeral fue realizado el 23 de mayo en este se le recordó como una mujer excepcional que dedicó su vida al servicio del Señor, el servicio se celebró en el Tabernáculo de la Manzana del Templo, asistieron miembros del Quórum de los Doce, otras Autoridades Generales y líderes auxiliares generales. Henry B. Eyring, Primer Consejero de la Primera Presidencia, llevó a cabo el servicio en honor a la vida de Frances Beverly Johnson, esposa del presidente Thomas S. Monson, madre de tres hijos, abuela de ocho, y bisabuela de ocho.
Miembros de la familia, miembros de la Iglesia, amigos y todos los que tuvieron el privilegio de conocerla se entristece por su muerte, pero puede encontrar la alegría en el recuerdo de "una gran dama y una verdadera mujer de Sión", dijo Dieter F. Uchtdorf.

## Iglesia
Thomas Spencer Monson fue confirmado obispo en un barrio de Salt Lake a la temprana edad de 22 años, donde había servido como secretario y consejero del obispo anterior, siendo uno de los más jóvenes en ser llamado a este llamamiento. El barrio tenía unos 1000 miembros, entre ellos unas 90 viudas a las cuales visitó con esmero y dedicación. Con frecuencia se escucha a líderes de la iglesia mencionar que Thomas S. Monson continuó visitando a las viudas de su congregación aún después de sus cinco años de servicio como obispo. Finalmente, Thomas S. Monson discursó en los funerales de cada una de estas ancianas.
A los 27 años, en 1954, es llamado a ser consejero del presidente de la estaca de Salt Lake City. Es luego llamado como presidente de misión en la región de Canadá (Ontario-Quebec) a los 32 años,

### Apostolado
Para su regreso a su país al concluir la misión en Canadá, Thomas S. Monson reanudó su trabajo en Deseret News hasta que fuese ordenado apóstol de la Iglesia en 1963 a los 36 años de edad, el hombre más joven de ser llamado al oficio de apóstol desde 1910 cuando Joseph Fielding Smith fue ordenado a la edad de 33 años. 
Como apóstol se ocupa de las labores educativas de los programas de la Iglesia y además hace apertura misional en 1982, hacía la Cortina de Hierro en el bloque de países de la órbita socialista, logrando en 1985 obtener permiso para construir en la República Democrática Alemana el templo de Freiberg, en Sajonia. Fue una labor condenada por los críticos de la Iglesia, en especial por la apariencia de alianzas entre la Iglesia y comunistas alemanes de la época.
Thomas Spencer Monson fue director del comité de la Iglesia para la publicación de sus escrituras, comité que en 1970 dirigió la publicación de la edición de las escrituras de la Iglesia, incluyendo el añadido de concordancias, referencias y notas de pie de páginas entre los libros canónicos—El Libro de Mormón, Doctrina y Convenios y la Perla de Gran Precio—y la LDS edition de la Biblia del rey Jacobo en inglés. También presidió sobre los comités de impresión de la Iglesia, ejecutivo misional y de bienestar general.
En sus discursos públicos, Thomas S. Monson tiene la reputación de ser un narrador de voz suave y compasiva de historias de individuos que resuelven sus desafíos por medio de la fe, una cualidad usada negativamente por los críticos del liderazgo de la Iglesia SUD.

### La Primera Presidencia
Tras la muerte del presidente Spencer W. Kimball en 1985, Thomas S. Monson es llamado como segundo consejero de la Primera Presidencia bajo la dirección del nuevo presidente de la iglesia Ezra Taft Benson, a sus 58 años de edad. Continúa en este cargo, nuevamente con el calificativo de ser el miembro más joven en ocupar el cargo, desde que Rudger Clawson se unió a la Primera Presidencia a los 44 años en 1901.
En 1995, es nombrado primer consejero de la Presidencia bajo la dirección de Gordon B. Hinckley y simultáneamente es el presidente del quórum de los 12 Apóstoles. Ejerce dichos cargos hasta la muerte del Presidente Gordon B. Hinckley, el 27 de enero de 2008. Durante los servicios fúnebres del presidente Hinckley fue el responsable de organizar y representar a la Iglesia.

### Presidente de la Iglesia
Thomas S. Monson fue ordenado  como el decimosexto presidente de la Iglesia, con el llamamiento de Profeta, Vidente y Revelador el día lunes 4 de febrero de 2008 y fue presentado como presidente de la Iglesia el día 10 de febrero de ese año. Pte. Monson, el apóstol de mayor antigüedad para la muerte del Pte. Hinckley, fue sostenido como Presidente de La Iglesia de Jesucristo de los Santos de los Últimos Días el día 5 de abril en la Asamblea Solemne que se realizó en la Conferencia General. Escogió a los élderes Henry B. Eyring y Dieter F. Uchtdorf como primer y segundo consejero respectivamente. El llamar al presidente de la iglesia SUD se fundamenta en un patrón de sucesión apostólica desde comienzos del siglo XX, en la que el puesto siempre pasó al miembro de más antigüedad en el Quórum de los Doce Apóstoles de la iglesia. Thomas S. Monson fue ordenado a su posición como presidente de La Iglesia de Jesucristo de los Santos de los Últimos Días en una ceremonia privada dentro del Templo de Salt Lake City. Thomas S. Monson, a los 80 años de edad, es el hombre más joven en ocupar el cargo de presidente de la iglesia SUD desde Spencer W. Kimball en 1973, quien tenía 78 años en ese año, un llamamiento que dura de por vida.
Para cuando Thomas S. Monson nació había en la Iglesia menos de 650 mil miembros, la mayoría de ellos en el oeste de los Estados Unidos. Cuando fue sostenido como presidente, la Iglesia contaba con más de 13 millones de miembros, la mayoría de los cuales viven fuera de los Estados Unidos y Canadá.

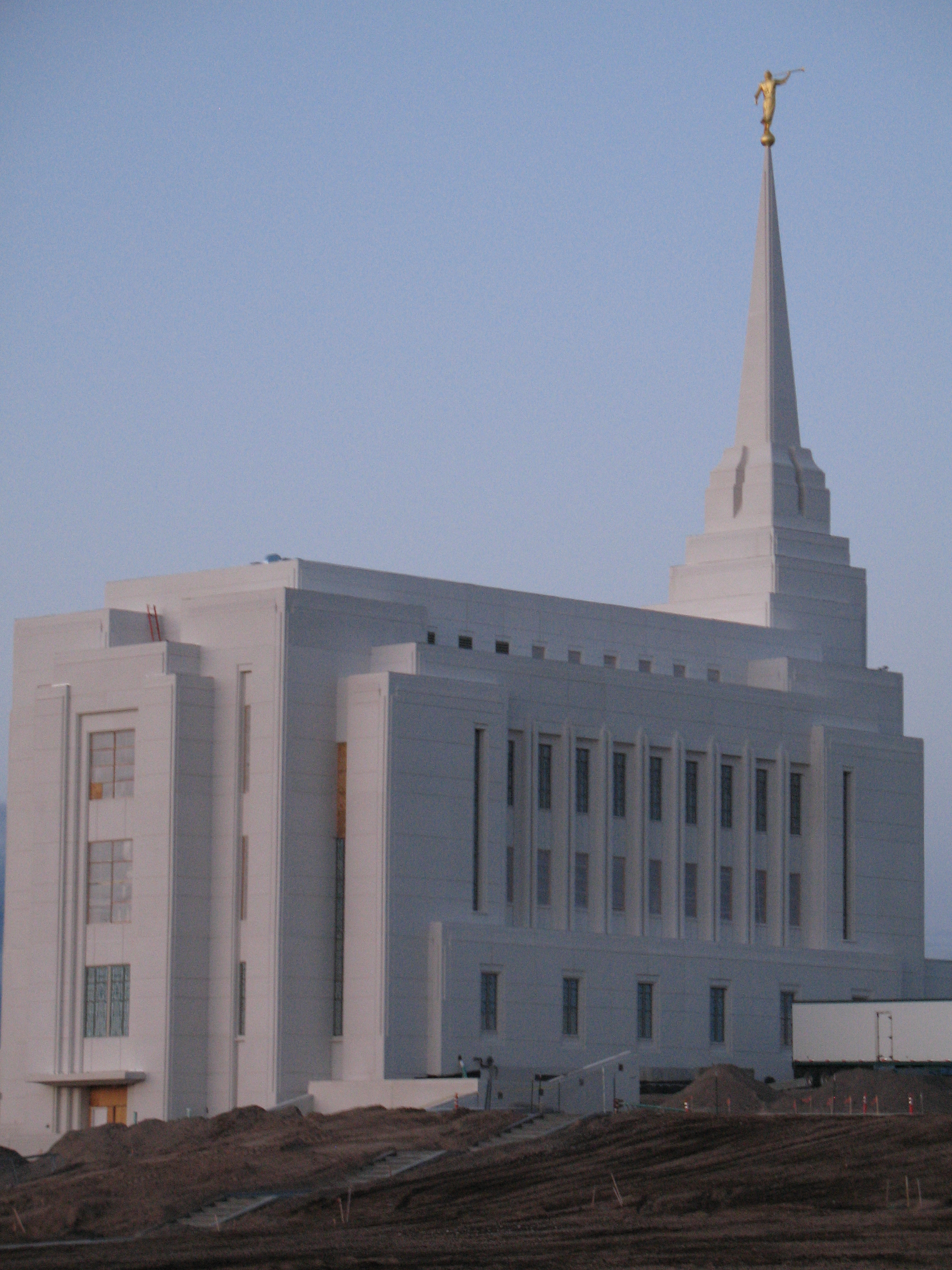
Templo de Rexburg, Idaho, en Estados Unidos, primer templo dedicado por Thomas S. Monson como presidente de La Iglesia de Jesucristo de los Santos de los Últimos Días.

## Citas públicas y mensajes
El presidente Monson ha declarado las siguientes citas y mensajes al mundo:
- A los ofendidos y transgresores:

Vuelvan y deléitense en la mesa del Señor y saboreen otra vez los dulces y satisfactorios frutos de la hermandad de los santos.

- Testimonio

Dios vive, Jesús es su hijo el Unigénito del Padre en la carne. Él es nuestro Redentor y Mediador ante el Padre. Él nos ama con un amor que no podemos comprender totalmente y debido a que nos ama, dio su vida por nosotros.

## Templos dedicados
Como presidente de la Iglesia, Thomas S. Monson dedicó el Templo de Rexburg, Idaho, en los Estados Unidos, el 10 de febrero de 2008. Es el primer asunto oficial público en capacidad de presidente de la iglesia, pocas horas después de fallecer la viuda de James E. Faust, su compañero en la primera presidencia bajo la dirección de Gordon B. Hinckley.
Como miembro de la Primera Presidencia, Thomas S. Monson ha dedicado el Templo de Buenos Aires, Argentina en 1986. En el año 2000 dedicó el Templo de Louisville (Kentucky), Reno (Nevada), Tampico, Villahermosa, Mérida y Veracruz, México.
| Predecesor: Gordon B. Hinckley | Presidente de La Iglesia de Jesucristo de los Santos de los Últimos Días 4 de febrero de 2008-2 de enero de 2018 | Sucesor: Russell M. Nelson |

## Publicaciones
Thomas S. Monson ha escrito varios libros, algunos de los cuales son compilaciones de discursos dados por el mismo o citas inspiracionales. Otros libros tratan temas de interés religioso.
- Be Your Best Self (September 1979) (ISBN 978-0-87747-787-7)
- Live the Good Life (ISBN 978-0-87579-192-0)
- Faith Rewarded: A Personal Account of Prophetic Promises to the East German Saints (ISBN 978-1-57345-186-4)
- Christmas Gifts, Christmas Blessings (ISBN 978-0-87747-976-5)
- The Search for Jesus (ISBN 978-0-87579-669-7)
- Meeting your Goliath (ISBN 978-1-57345-357-8)
- A Christmas Dress for Ellen (ISBN 978-1-59038-386-5)
- Invitation to Exaltation (ISBN 978-1-57345-358-5)
- Pathways to Perfection (ISBN 978-0-87747-511-8)
- Inspiring Experiences That Build Faith: From the Life and Ministry of Thomas S. Monson (ISBN 978-0-87579-901-8)
- Favorite Quotations from the Collection of Thomas S. Monson (ISBN 978-0-87747-749-5), collection of his favorite poems and quotes.